# Forskningsnet
Et forskningsnet (el. Netværk for forskning og uddannelse) er et datanet opbygget til de særlige behov, der findes inden for forskning og uddannelse.  Et forskningsnet giver typisk forbindelse til Internet men har derudover andre tjenester, avancerede netværksprotokoller og alternative netværkstyper.
Forskningsnet har ofte meget stor kapacitet og en arkitektur der er bygget til at kunne klare de meget store datamængder og behov for båndbredde der findes inden for f.eks. astronomi, højenergifysik, mm.
Mange forskningsnet leverer IPv6 (den næste generation af IP) og lambda net (specialnet til særligt krævende formål).
I de fleste (vestlige) lande findes nationale netværk for forskning og uddannelse som leverer en samlet netværksydelse til landets forskningsmiljø.  Disse netværk er forbundet via internationale samarbejder, f.eks. det nordiske NORDUnet og det europæiske GÉANT.
I Danmark er det nationale netværk for forskning og videregående uddannelse Forskningsnettet, der drives af DeiC.